# UCI World Tour 2024
De UCI World Tour 2024 was de veertiende editie van deze internationale wielercompetitie die georganiseerd werd door de UCI.

## Ploegen
Dit seizoen waren er net als in het voorgaande jaar achttien ploegen die in alle wedstrijden mochten starten. Er waren zes ploegen die ten opzichte van 2023 een naamsverandering ondergingen.
| Naam 2023                | Naam 2024                       |
| ------------------------ | ------------------------------- |
| Arkéa-Samsic             | Arkéa-B&B Hotels                |
| AG2R-Citroën             | Decathlon AG2R La Mondiale Team |
| Intermarché-Circus-Wanty | Intermarché-Wanty               |
| Trek Segafredo           | Lidl-Trek                       |
| Team DSM                 | Team dsm-firmenich PostNL       |
| Team Jumbo-Visma         | Team Visma \| Lease a Bike      |

| Ploeg                      | Land                         | Renners | Fietsmerk        | UCI-Code | Sinds |
| -------------------------- | ---------------------------- | ------- | ---------------- | -------- | ----- |
| Alpecin-Deceuninck         | België                       | 30      | Canyon           | ADC      | 2023  |
| Arkéa-B&B Hotels           | Frankrijk                    | 29      | Bianchi          | ARK      | 2023  |
| Astana Qazaqstan           | Kazachstan                   | 29      | Wilier Triestina | AST      | 2005  |
| Bahrain-Victorious         | Bahrein                      | 27      | Merida           | TBV      | 2017  |
| BORA-hansgrohe             | Duitsland                    | 29      | Specialized      | BOH      | 2010  |
| Cofidis                    | Frankrijk                    | 30      | LOOK             | COF      | 1997  |
| Decathlon AG2R La Mondiale | Frankrijk                    | 29      | Van Rysel        | DAT      | 2000  |
| EF Education-EasyPost      | Verenigde Staten             | 30      | Cannondale       | EFE      | 2005  |
| Groupama-FDJ               | Frankrijk                    | 27      | Wilier Triestina | GFC      | 1997  |
| INEOS Grenadiers           | Verenigd Koninkrijk          | 29      | Pinarello        | IGD      | 2010  |
| Intermarché-Wanty          | België                       | 28      | CUBE             | IWA      | 2008  |
| Lidl-Trek                  | Verenigde Staten             | 28      | Trek             | LTK      | 2010  |
| Movistar Team              | Spanje                       | 30      | Canyon           | MOV      | 2004  |
| Soudal Quick-Step          | België                       | 27      | Specialized      | SOQ      | 2003  |
| Team dsm-firmenich PostNL  | Nederland                    | 28      | Scott            | DFP      | 1998  |
| Team Jayco AlUla           | Australië                    | 30      | Giant            | JAY      | 2012  |
| Team Visma \| Lease a Bike | Nederland                    | 27      | Cervélo          | TVL      | 1996  |
| UAE Team Emirates          | Verenigde Arabische Emiraten | 30      | Colnago          | UAD      | 1992  |

## Wedstrijden
De volgende wedstrijden maakten in 2024 deel uit van de UCI World Tour.
| Datum                    | Koers                                     | Winnaar              | Winnaar                 | Klassementsleider UCI-ranking | Ploegenklassement UCI-ranking |
| ------------------------ | ----------------------------------------- | -------------------- | ----------------------- | ----------------------------- | ----------------------------- |
| 16–21 januari            | Tour Down Under                           | Stephen Williams     | Israel-Premier Tech     | Tadej Pogačar                 | UAE Team Emirates             |
| 28 januari               | Cadel Evans Great Ocean Road Race         | Laurence Pithie      | Groupama-FDJ            | Tadej Pogačar                 | UAE Team Emirates             |
| 19–25 februari           | Ronde van de Verenigde Arabische Emiraten | Lennert Van Eetvelt  | Lotto Dstny             | Tadej Pogačar                 | UAE Team Emirates             |
| 24 februari              | Omloop Het Nieuwsblad                     | Jan Tratnik          | Team Visma-Lease a Bike | Tadej Pogačar                 | UAE Team Emirates             |
| 2 maart                  | Strade Bianche                            | Tadej Pogačar        | UAE Team Emirates       | Tadej Pogačar                 | UAE Team Emirates             |
| 3–10 maart               | Parijs-Nice                               | Matteo Jorgenson     | Team Visma-Lease a Bike | Tadej Pogačar                 | UAE Team Emirates             |
| 4–10 maart               | Tirreno-Adriatico                         | Jonas Vingegaard     | Team Visma-Lease a Bike | Tadej Pogačar                 | UAE Team Emirates             |
| 16 maart                 | Milaan-San Remo                           | Jasper Philipsen     | Alpecin-Deceuninck      | Tadej Pogačar                 | UAE Team Emirates             |
| 18–24 maart              | Ronde van Catalonië                       | Tadej Pogačar        | UAE Team Emirates       | Tadej Pogačar                 | UAE Team Emirates             |
| 20 maart                 | Classic Brugge-De Panne                   | Jasper Philipsen     | Alpecin-Deceuninck      | Tadej Pogačar                 | UAE Team Emirates             |
| 22 maart                 | E3 Saxo Classic                           | Mathieu van der Poel | Alpecin-Deceuninck      | Tadej Pogačar                 | UAE Team Emirates             |
| 24 maart                 | Gent-Wevelgem                             | Mads Pedersen        | Lidl-Trek               | Tadej Pogačar                 | UAE Team Emirates             |
| 27 maart                 | Dwars door Vlaanderen                     | Matteo Jorgenson     | Team Visma-Lease a Bike | Tadej Pogačar                 | UAE Team Emirates             |
| 31 maart                 | Ronde van Vlaanderen                      | Mathieu van der Poel | Alpecin-Deceuninck      | Tadej Pogačar                 | UAE Team Emirates             |
| 1-6 april                | Ronde van het Baskenland                  | Juan Ayuso           | UAE Team Emirates       | Tadej Pogačar                 | UAE Team Emirates             |
| 7 april                  | Parijs-Roubaix                            | Mathieu van der Poel | Alpecin-Deceuninck      | Tadej Pogačar                 | UAE Team Emirates             |
| 14 april                 | Amstel Gold Race                          | Tom Pidcock          | INEOS Grenadiers        | Tadej Pogačar                 | UAE Team Emirates             |
| 17 april                 | Waalse Pijl                               | Stephen Williams     | Israel-Premier Tech     | Tadej Pogačar                 | UAE Team Emirates             |
| 21 april                 | Luik-Bastenaken-Luik                      | Tadej Pogačar        | UAE Team Emirates       | Tadej Pogačar                 | UAE Team Emirates             |
| 23–28 april              | Ronde van Romandië                        | Carlos Rodríguez     | INEOS Grenadiers        | Tadej Pogačar                 | UAE Team Emirates             |
| 1 mei                    | Eschborn-Frankfurt                        | Maxim Van Gils       | Lotto Dstny             | Tadej Pogačar                 | UAE Team Emirates             |
| 4–26 mei                 | Ronde van Italië                          | Tadej Pogačar        | UAE Team Emirates       | Tadej Pogačar                 | UAE Team Emirates             |
| 2–9 juni                 | Critérium du Dauphiné                     | Primož Roglič        | BORA-hansgrohe          | Tadej Pogačar                 | UAE Team Emirates             |
| 9–16 juni                | Ronde van Zwitserland                     | Adam Yates           | UAE Team Emirates       | Tadej Pogačar                 | UAE Team Emirates             |
| 29 juni-21 juli          | Ronde van Frankrijk                       | Tadej Pogačar        | UAE Team Emirates       | Tadej Pogačar                 | UAE Team Emirates             |
| 10 augustus              | Clásica San Sebastián                     | Marc Hirschi         | UAE Team Emirates       | Tadej Pogačar                 | UAE Team Emirates             |
| 12-18 augustus           | Ronde van Polen                           | Jonas Vingegaard     | Team Visma-Lease a Bike | Tadej Pogačar                 | UAE Team Emirates             |
| 17 augustus– 8 september | Ronde van Spanje                          | Primož Roglič        | Red Bull-BORA-hansgrohe | Tadej Pogačar                 | UAE Team Emirates             |
| 25 augustus              | Bretagne Classic                          | Marc Hirschi         | UAE Team Emirates       | Tadej Pogačar                 | UAE Team Emirates             |
| 28 augustus– 1 september | / Renewi Tour                             | Tim Wellens          | UAE Team Emirates       | Tadej Pogačar                 | UAE Team Emirates             |
| 8 september              | BEMER Cyclassics                          | Olav Kooij           | Team Visma-Lease a Bike | Tadej Pogačar                 | UAE Team Emirates             |
| 13 september             | Grote Prijs van Quebec                    | Michael Matthews     | Team Jayco AlUla        | Tadej Pogačar                 | UAE Team Emirates             |
| 15 september             | Grote Prijs van Montréal                  | Tadej Pogačar        | UAE Team Emirates       | Tadej Pogačar                 | UAE Team Emirates             |
| 12 oktober               | Ronde van Lombardije                      | Tadej Pogačar        | UAE Team Emirates       | Tadej Pogačar                 | UAE Team Emirates             |
| 15–20 oktober            | Ronde van Guangxi                         | Lennert Van Eetvelt  | Lotto Dstny             | Tadej Pogačar                 | UAE Team Emirates             |